# Brigitte Sauriol
Pour les articles homonymes, voir Sauriol.
 Brigitte Sauriol est une réalisatrice et scénariste québécoise née à Montréal en 1945. 
Très active dans le milieu cinématographique québécois, elle réalise des œuvres cinématographiques et télévisuelles. En 1971, elle est un des membres fondateurs de l'’Association coopérative de productions audiovisuelles (ACPAV) où elle a réalisé ses deux premières œuvres cinématographiques.    

## Filmographie

### Réalisations
- 1991 : Haute tension (un épisode intitulé Doubles jeux)
- 1989 : Laura Laur
- 1983 : Rien qu'un jeu (Just a Game)
- 1982 : Bleue Brume
- 1976 : L'Absence
- 1972 : Le loup blanc

## Scénarios
- 2003 : une trahison
- 1992 : la mémoire courte
- 1986 : Laura Laur
- 1985 : l'eau noire
- 1983 : Rien qu'un jeu (Just a Game)
- 1980 : Bleue Brume
- 1976 : L'Absence
- 1972 : Le loup blanc

## Autre
- 1976 : La Vie rêvée, assistante à la réalisation et script-girl